# غرفة العائلة
غرفة العائلة وهي غرفة غير رسمية، وتستخدم لكل الأغراض في المنزل غالباً ما يتم الخلط بينها وبين غرفة المعيشة. غرفة العائلة مصممة حيث تجتمع العائلة والضيوف في مجموعة بهدف التسلية كالتحدث، والقراءة، ومشاهدة التلفاز، وأنشطة عائلية أخرى. عادةً غرفة العائلة توجد في محاذاة المطبخ، وفي بعض الأوقات تتمدد بدون فواصل مرئية. غرفة العائلة تحتوي عادةً على أبواب تؤدي إلى الفناء الخلفي وأماكن معيشة محددة كالمقصورة، حديقة منزلية، أو الشرفة.